# Stadio HaMoshava
Lo stadio HaMoshava (in ebraico אצטדיון המושבה‎?, Itztadion HaMoshava) è un impianto sportivo multifunzione israeliano di Petah Tiqwa.
È utilizzato principalmente per partite calcistiche e ospita i match casalinghi di Hapoel Petah Tiqwa e Maccabi Petah Tiqwa, entrambe in Ligat ha'Al, la massima serie del campionato israeliano; ospita inoltre la squadra di football americano dei Petah Tikva Troopers.
Lo stadio ha una capacità di 11.500 posti, tutti a sedere, con la possibilità di espandere la capacità a 20.000 posti. Come parte del nuovo complesso sportivo della città, vicino alla zona industriale, può vantare un altro campo con 3.000 posti e campi d'allenamento in erba artificiale. Il budget stanziato per il progetto era di 45 milioni di US$.
I progettisti dello stadio sono del gruppo GAB (Goldshmidt Arditty Ben Nayim), uno dei leader nell'architettura sportiva in Israele, che ha firmato anche i nuovi Netanya Stadium e Haberfeld Stadium.
L'impianto è stato inaugurato il 6 dicembre 2011, dopo quasi due anni di lavori, ed è stato classificato in categoria 4 dalla UEFA
Ci sono state controversie riguardanti il nome dell'impianto, infatti alcuni cittadini avevano richiesto di nominarlo Rosh HaZahav (testa d'oro), in onore di Nahum Stelmach, ex giocatore dell'Hapoel Petah Tikva e della nazionale israeliana. A seguito del rifiuto da parte della città, è stato chiamato HaMoshava, dal soprannome della città Em HaMoshavot (Madre dei Moshavot).
Ha ospitato quattro incontri del Campionato europeo di calcio Under-21 2013, tra cui una semifinale.